# استفان باهوکن
استفان باهوکن (انگلیسی: Stéphane Bahoken؛ زادهٔ ۲۸ مهٔ ۱۹۹۲) بازیکن فوتبال اهل فرانسه است.
از باشگاه‌هایی که در آن بازی کرده‌است می‌توان به باشگاه فوتبال سنت میرن، باشگاه فوتبال استراسبورگ، و باشگاه فوتبال نیس اشاره کرد.
وی همچنین در تیم‌های ملی فوتبال زیر ۲۰ سال فرانسه و کامرون بازی کرده‌است.